# 袁宝璟
袁宝璟（1966年2月16日—2006年3月17日），中国大陸億萬富翁，北京建昊集团董事长。出生于辽宁省辽阳市农民家庭。是中国大陸首位“世界青年创业者大奖”得主；其捐资1000万元在全国学联设立了“中国大学生跨世纪发展基金建昊奖学金”。2003年11月，袁氏四兄弟以雇凶杀人案被捕。2006年3月17日执行死刑。三兄弟都被判死刑，立即执行，与周永康政法系统腐败案有关。

## 案件疑点
檢方指控，袁寶璟涉嫌僱用「殺手」，將被害人汪興於2003年10月4日23時30分槍殺於遼陽市文聖區自家樓前。袁寶璟殺汪興的起因，是袁寶璟曾於1996年因生意損失而遷怒於四川商人劉漢，因此讓汪興去殺劉漢。汪興反以此要挾，袁寶璟才生殺人之意。 
袁寶璟的妻子卓瑪召開新聞發佈會，對當地警方的偵查程序提出質疑：如果認為袁寶璟讓自己的二哥袁寶琦找人殺汪興，袁寶琦又找袁寶森、袁寶福兩個堂兄去殺汪興，這是連環委託案。按常理，偵破程序是先抓直接行兇人袁寶森、袁寶福，審訊落實證據後，再抓袁寶琦，再到袁寶璟。這個過程需要時間。而警方抓人過程很奇怪：2003年11月23日下午6時，抓獲袁寶森、袁寶福，次日凌晨在廣西抓到袁寶琦，24日下午在北京抓到袁寶璟。沒有進行審訊，就抓捕連環案中所有嫌疑人，令人費解。不过也有人认为，先抓到行凶人，再抓到指使人和买凶者，从逻辑上完全可以说的过去。
袁寶璟、袁寶森、袁寶福、袁寶琦四兄弟因杀人犯刘汉的政法保护伞滥用职权，其中只有一人判死缓，其余三人均被判死刑。
2005年10月14日，袁宝璟曾因揭发时任辽宁省常委、政法委书记李峰亲属在金龙股票上市隐性持股的经济犯罪事实被通知“暂缓死刑”。后来又捐一家开采石油价值495亿元人民币的印度尼西亚油田公司40%的股份，但袁寶璟仍在2006年3月17日与其兄弟袁宝琦和袁宝森被执行死刑。
2017年9月15日，据流亡海外的异议人士郭文贵爆料，袁氏家族的大部分财产为孟建柱及孙立军亲属所得。